# Football Club Hilversum
Football Club Hilversum é um clube holandês de futebol de Hilversum, na Holanda. Foi fundado em 30 de agosto de 1906 como Voorwaarts, e em 2010-11 disputa a temporada inaugural da recém-formada Topklasse, terceiro escalão do futebol holandês.